# Zielona Góra Główna
Zielona Góra Główna – węzłowa stacja kolejowa w Zielonej Górze, znajdująca się w centralnej części miasta, odprawiająca największą liczbę pociągów PKP Intercity oraz Polregio (w tym połączeń międzynarodowych) w regionie. Według klasyfikacji PKP ma kategorię dworca wojewódzkiego.
Po II wojnie światowej, w roku 1946, stacja ta funkcjonowała pod nazwą Zielonagóra, a w roku 1947 jako Zielona Góra Główna. W grudniu 2018 roku przywrócono stacji nazwę Zielona Góra Główna.

## Ruch pasażerski
| Rok  | Wymiana roczna | Wymiana pasażerska na dobę | miejsce w Polsce |
| ---- | -------------- | -------------------------- | ---------------- |
| 2017 | 1 460 000      | 4 000                      | 61               |
| 2018 | 1 610 000      | 4 400                      |                  |
| 2019 | 1 750 000      | 4 800                      | 60               |
| 2020 | 1 020 000      | 2 800                      | 60               |
| 2021 | 1 350 000      | 3 700                      | 60               |
| 2022 | 2 170 000      | 5 700                      | 67               |

## Historia

### Historia dworca głównego i kolei w mieście
Stacja w Zielonej Górze powstała w 1871, a pierwszy pociąg zatrzymał się tu 1 października 1871 około godziny 9:00. Zielona Góra (wówczas: Grünberg) była wtedy niewielkim miastem i do potrzeb takiego miasta dostosowana była też powierzchnia dworca. Po wojnie, z racji awansu na miasto wojewódzkie, nastąpił tu znaczny wzrost liczby mieszkańców. Budynek dziewiętnastowieczny został zatem w latach 60. XX w. zastąpiony nową halą. Wygospodarowano też dwa nowe perony, umieszczając je kilkadziesiąt metrów dalej w kierunku wschodnim (peron 4 przestał funkcjonować w latach 80.). Wzrastający ruch, zarówno kolejowy, jak i samochodowy, spowodował konieczność wybudowania wiaduktu, którym poprowadzono ulicę Sulechowską, dotychczas krzyżującą się z torami przy dworcu.
Nowy budynek dworcowy został przekazany do eksploatacji w 1902 roku. Był to budynek w całości wykonany z czerwonej cegły, co było wówczas charakterystyczne dla większości budynków kolejowych. Miał dwie kondygnacje i był nakryty dachem spadzistym o niewielkim nachyleniu, kryty papą, z charakterystycznymi okapami, co również było typowe dla obiektów tego rodzaju. Funkcjonalny układ budynku dzielił go na dwie strefy: parter był przeznaczony dla pasażerów, piętro zajmowały biura i pomieszczenia obsługi stacji. Na parterze były kasy biletowe i poczekalnia, a także trzy lokale gastronomiczne: dwie restauracje i kawiarnia. Budynek był podpiwniczony. Elewacja frontowa od strony placu była prawie symetryczna. Całkowitą równowagę układu zakłócała niższa część budynku od strony wschodniej. Budynek był ustawiony swoją osią podłużną równolegle do torów, tj. do kierunku wschód–zachód. Bryła budynku składała się z czterech części; dwie wyższe ustawione szczytowo do kierunku osi i symetrycznie do części centralnej.
Część centralna, nieco niższa, była nakryta dachem, którego kalenica była równoległa do torów. Od strony placu posiadała elewację siedmioosiową. Części boczne, wyższe, ustawione szczytowo, posiadały w elewacji po trzy osie okienne. Najniższa, czwarta część, po wschodniej stronie miała dwie osie. Budynek dworca był w całości wykonany z cegły. Elewacje posiadały bogaty detal wykonany z cegły i ceramiki. Okna parteru i drzwi były półkoliście zakończone z nadprożem podkreślonym ceramicznym gzymsem. Parapety również były wykonane z ceramicznych kształtek. Okna na piętrze zakończone były łukowato ukształtowanym nadprożem wykonanym z ceramiki. Pod ceramicznymi parapetami znajdowały się płyciny. Parter od piętra oddzielał na elewacji ozdobny fryz krzyżowy wykonany z cegieł, który biegł naokoło całego budynku. Pod okapem dachów części szczytowych istniał fryz schodkowy, który przechodził w lizeny narożnikowe, stanowiące jakby ramy poszczególnych części całego obiektu. Symetryczność elewacji frontowej podkreślały dodatkowo centralnie umieszczone schody, prowadzące do potrójnych drzwi wejściowych do głównego hallu dworca oraz umieszczony na środkowej osi, ponad oknami i piętra, zegar osłonięty niewielkim daszkiem. Od strony peronów budynek wyglądał podobnie. Całość wyglądała dostojnie: surowy, ale pieczołowicie wykonany detal podkreślał powagę kolei, jako najnowocześniejszego środka komunikacji w tamtym czasie. Przed dworcem znajdował się plac dla dorożek, a w późniejszym czasie był tam też przystanek dla tramwajów konnych.

#### Inne stacje kolejowe w Zielonej Górze
Przed wojną istniał w Zielonej Górze drugi dworzec należący do tzw. kolei szprotawskiej – Zielona Góra-Górne Miasto (Grünberg-Oberstadt). Zlokalizowany był w okolicach dzisiejszej ulicy Ogrodowej. Trasa kolei szprotawskiej nie została po wojnie uruchomiona (nie funkcjonowała już praktycznie od połowy lat 30. XX wieku), sam zaś budynek funkcjonuje obecnie jako kamienica mieszkalna.

#### Nowy dworzec główny
W połowie lat 60. XX wieku zdecydowano o wyburzeniu poniemieckiego dworca i wybudowaniu w jego miejsce nowego, według projektu mgr. inż. arch. Zbigniewa Kłopockiego. 30 kwietnia 1970 roku nowy dworzec został uroczyście otwarty. W latach 2004–2012 został gruntownie wyremontowany i oddany ponownie do użytku 16 sierpnia 2012 roku. Remont przeprowadzono w trzech etapach. I etap zrealizowano w latach 2004–2006; kosztował około 1,5 mln zł. II etap kosztujący ok. 3 mln zrealizowano w latach 2008–2009, a III etap za ok. 2,2 mln zł zrealizowano w latach 2011–2012. Łącznie remont dworca pochłonął prawie 7 mln zł. W ramach prac m.in. zainstalowano nowe oświetlenie i automatyczne drzwi wejściowe oraz umieszczono napis nad drzwiami o treści „DWORZEC KOLEJOWY”.

## Infrastruktura

### Dworzec
Budynek dworca znajduje się przy ulicy Dworcowej 32c, gdzie dojechać można wieloma liniami autobusowymi z różnych części miasta.

### Modernizacja dworca i peronów (2015–2018)
21 maja 2015 PKP PLK podpisały z firmą ZUE umowę na remont stacji, w ramach którego ma zostać wykonany remont kilku torów, 3 peronów, przejścia pod torami, pobliskiego wiaduktu i przejazdu kolejowo-drogowego. Dodatkowo mają powstać windy osobowe oraz system dynamicznej informacji pasażerskiej.
Pod koniec roku 2016 zakończył się I etap przebudowy stacji Zielona Góra. Przebudowane zostały 3 perony oraz wybudowano nowy peron – 1a. Przejście podziemne uległo modernizacji. Przy każdym z wyjść z przejścia podziemnego zostały umieszczone windy dla niepełnosprawnych. Pojawił się system dynamicznej informacji pasażerskiej na peronach oraz w hali dworcowej.
W roku 2017 rozpoczął się II etap modernizacji stacji Zielona Góra. Pojawiły się wiaty peronowe, a przejście podziemne zostało wydłużone do przychodni Aldemed.
Na przełomie lipca i sierpnia 2018 roku rozpoczął się montaż wiat peronowych, które połączyły perony dworca głównego z centrum przesiadkowym przy ulicy Bema.

### Linie kolejowe
- 273 Wrocław Główny – Szczecin Główny
- 370 Zielona Góra Główna – Żary
- Zielona Góra Główna – Szprotawa (rozebrana)

### System informacji pasażerskiej
Stacja wyposażona jest w rozbudowany system informacji pasażerskiej, na który składają się m.in. urządzenia nagłaśniające, wyświetlacze elektroniczne w technologii ciekłokrystalicznej (w tym tablice informacyjne z przyjazdami i odjazdami pociągów), zegary oraz tablice z rozkładem jazdy.

## Połączenia kolejowe
Według rozkładu jazdy z 10 grudnia 2023 r. stacja Zielona Góra Główna obsługiwana jest przez następujące pociągi:
| Przewoźnik    | Stacja docelowa |          | Przewoźnik | Stacja docelowa |
| ------------- | --- | -------- | --- | --------------- |
| PKP Intercity | 1. Berlin-Charlottenburg 2. Berlin Hauptbahnhof 3. Chełm 4. Gdynia Główna 5. Kraków Główny 6. Lublin Główny 7. Olsztyn Główny 8. Przemyśl Główny 9. Szczecin Główny 10. Świnoujście 11. Warszawa Gdańska 12. Warszawa Wschodnia 13. Wrocław Główny | POLREGIO | 1. Brzeg 2. Cottbus 3. Frankfurt (Oder) 4. Głogów 5. Gorzów Wielkopolski 6. Görlitz 7. Guben 8. Jelenia Góra 9. Kostrzyn 10. Leszno 11. Małomice 12. Nowa Sól 13. Oława 14. Poznań Główny 15. Rzepin 16. Szczecin Główny 17. Węgliniec 18. Wrocław Główny 19. Zbąszynek 20. Żagań |                 |

## Dojazd komunikacją miejską
Na dworzec główny można dojechać z każdej części miasta dzięki liniom autobusowym kursującym przez dworzec.

## Galeria

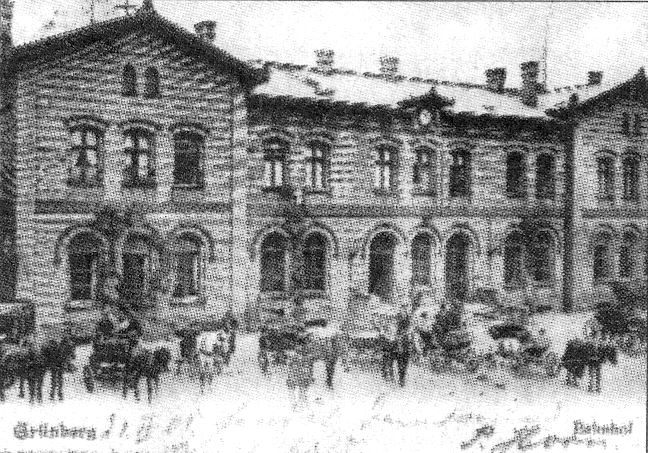
Pierwszy budynek dworca, ok. 1871 r.
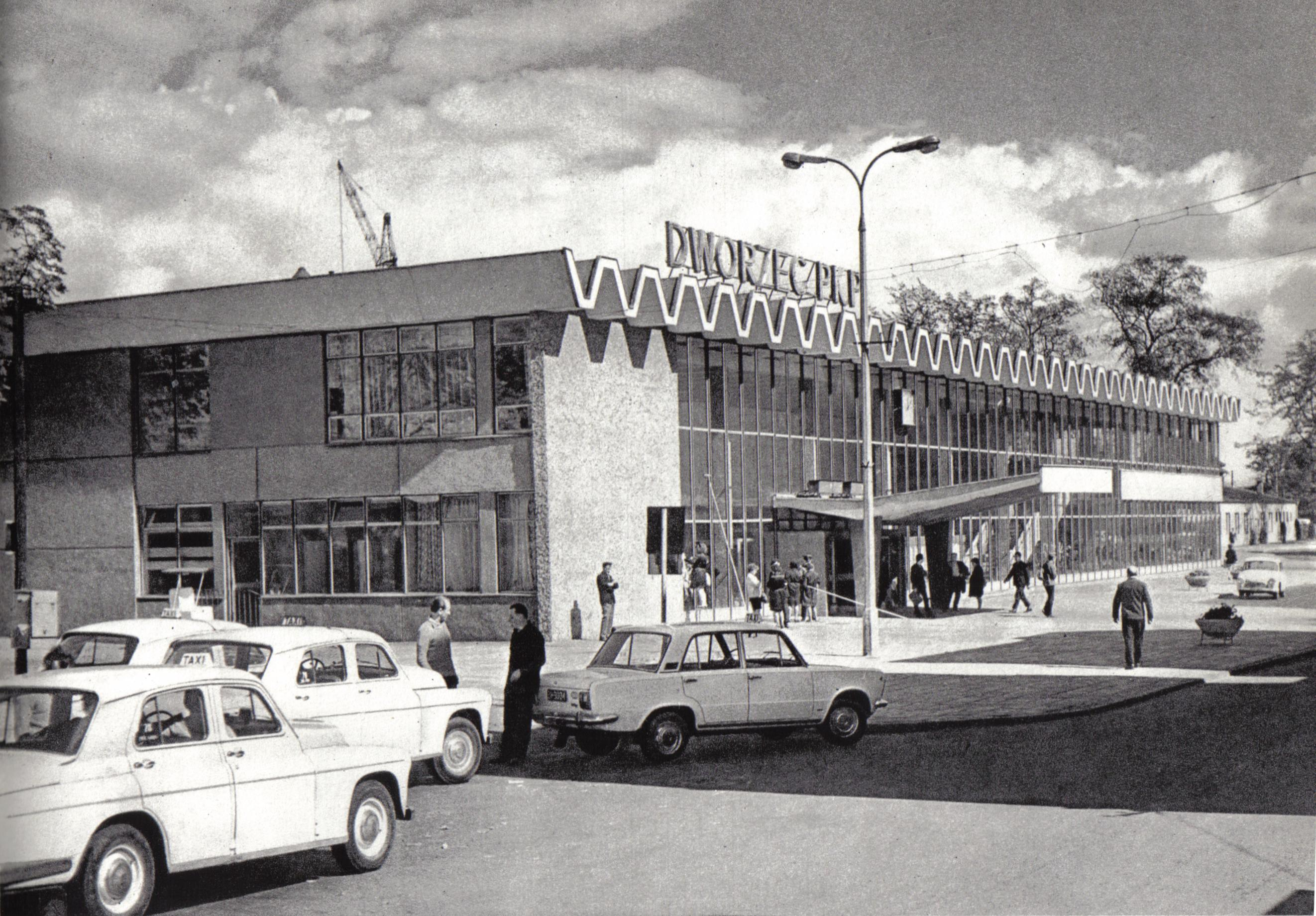
Dworzec na początku lat 70.
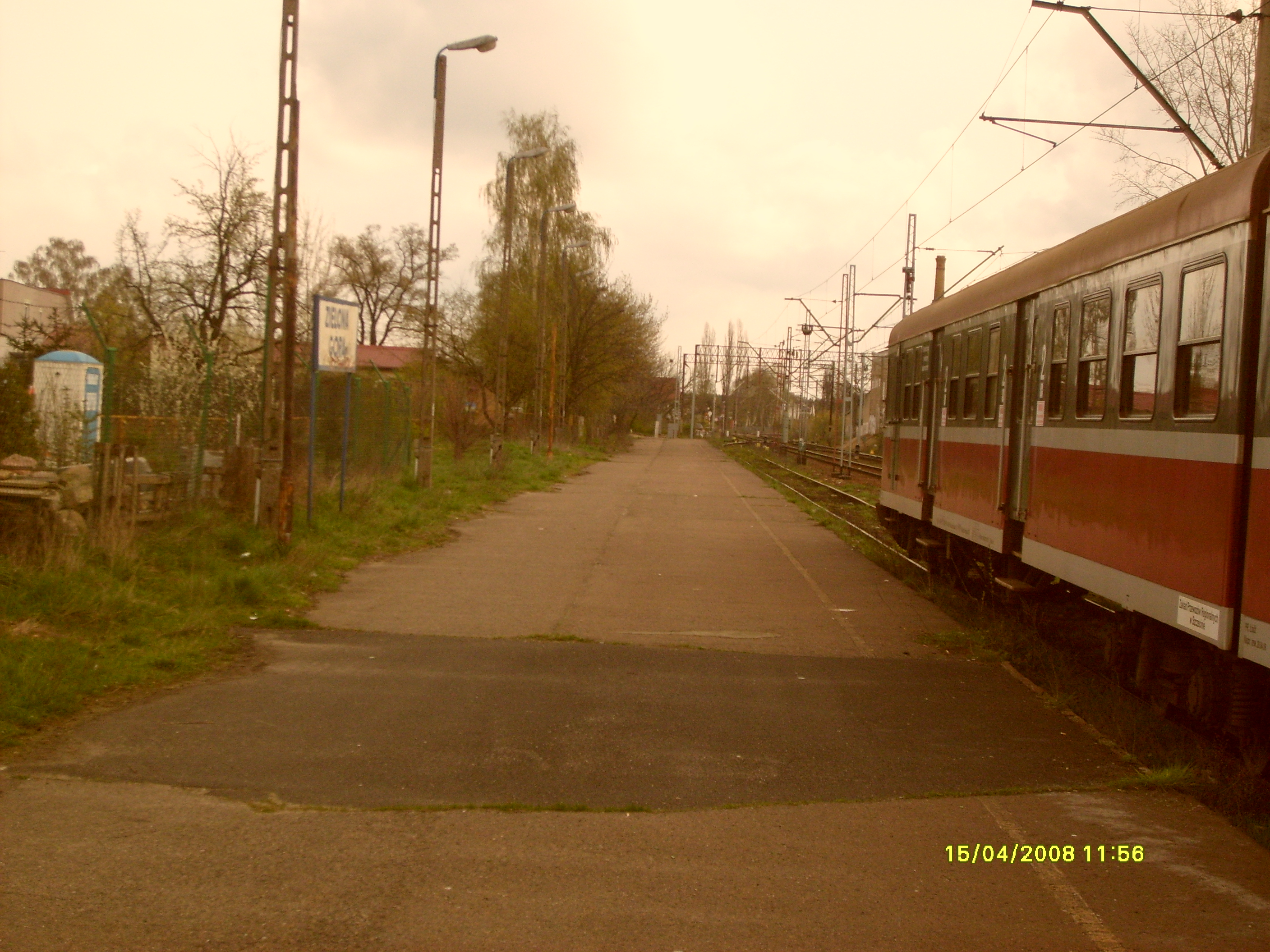
Nieczynny peron 4 używany jako tor postojowy (rozebrany)
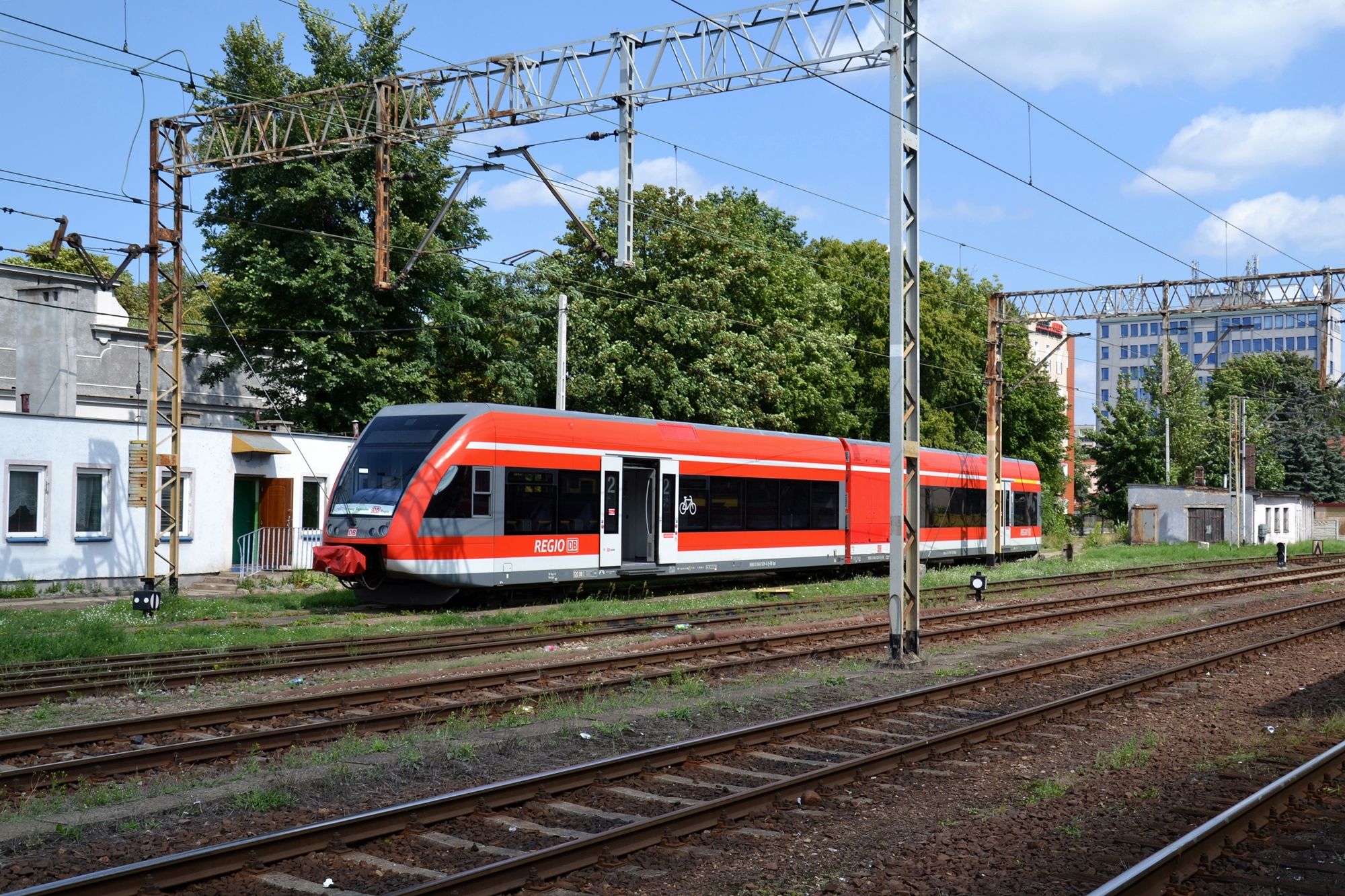
Pociąg niemieckich kolei DB na bocznicy w Zielonej Górze
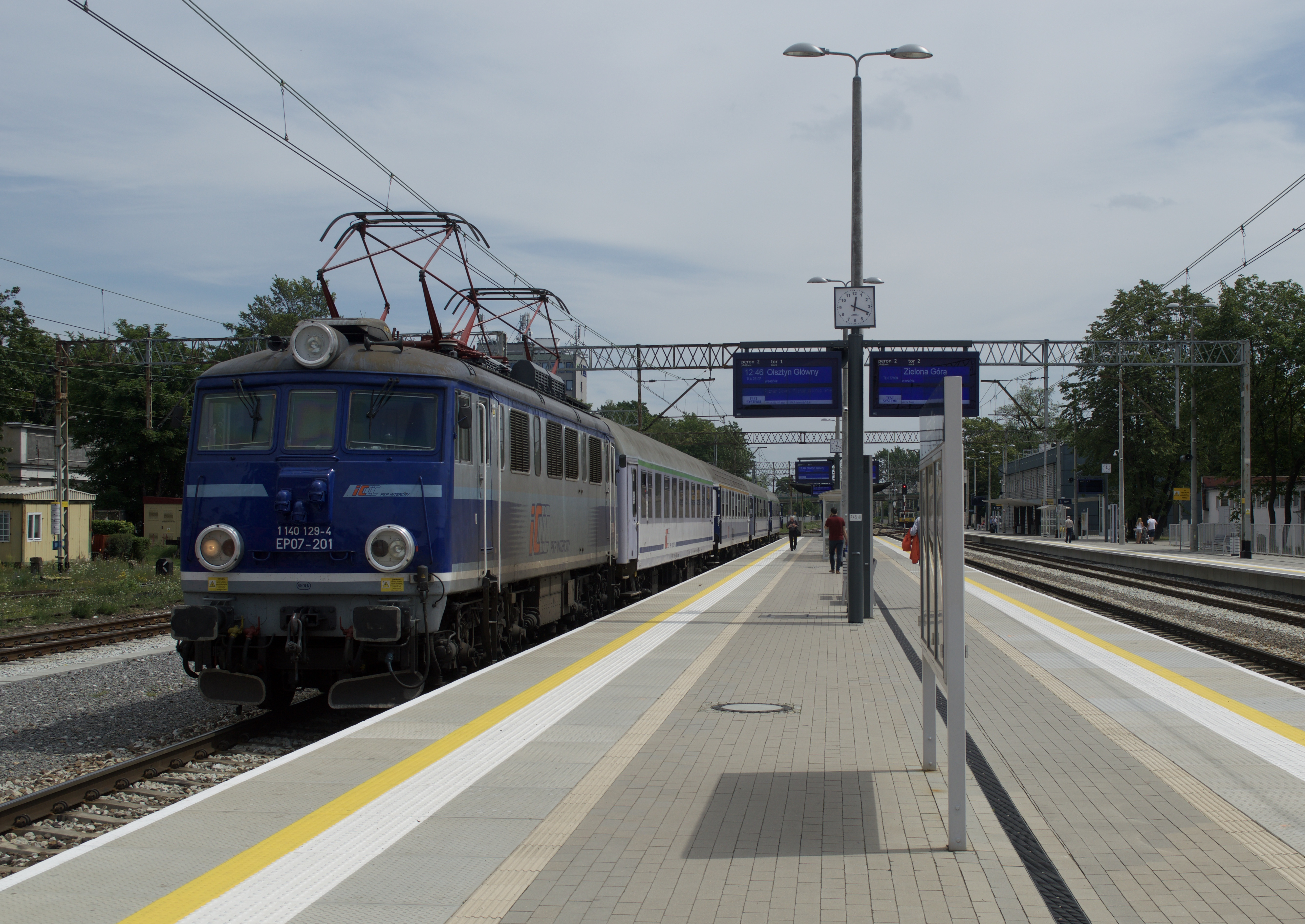
Pociąg TLK stoi na torze przy zmodernizowanym peronie w Zielonej Górze
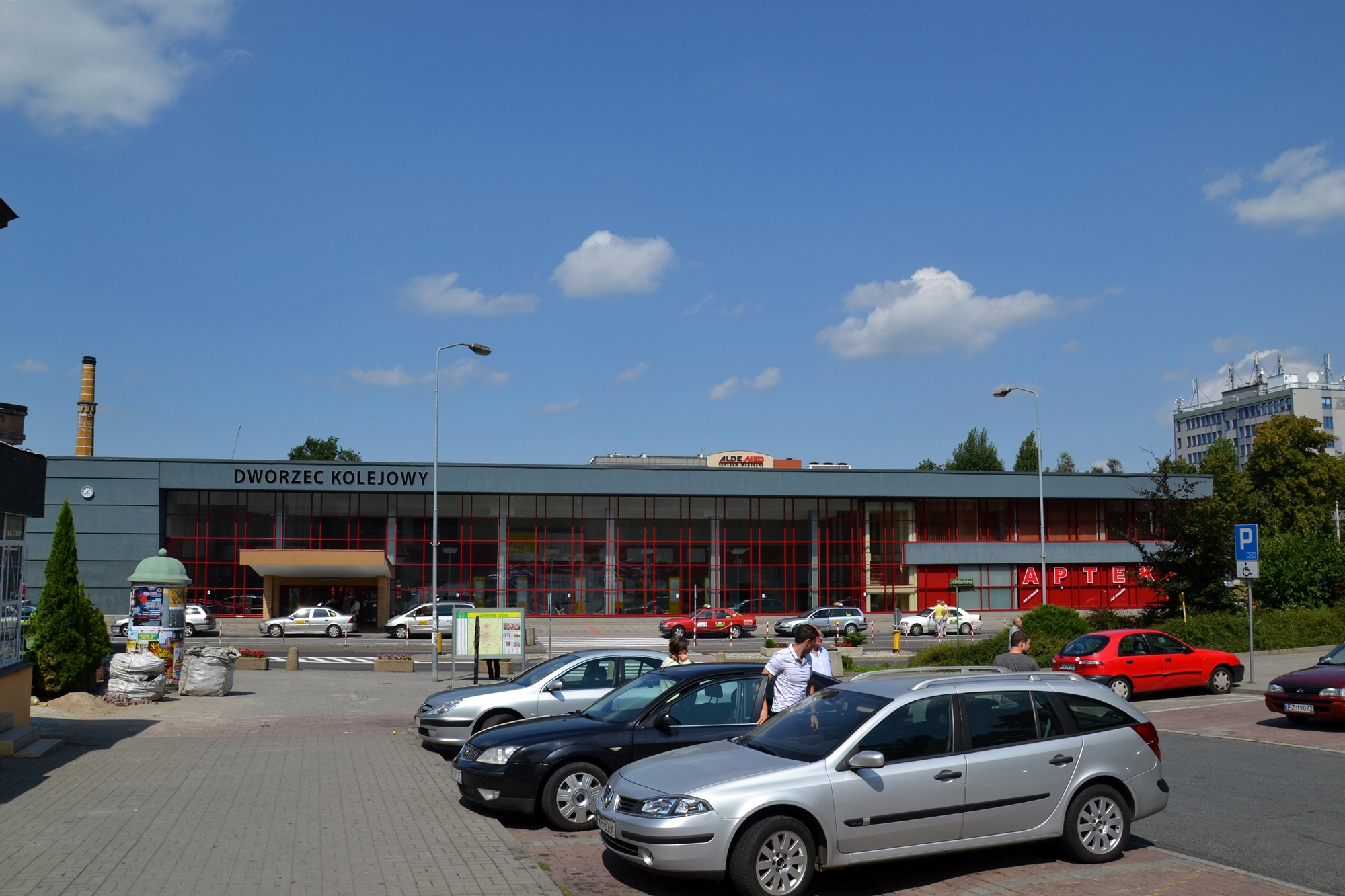
Budynek dworca głównego
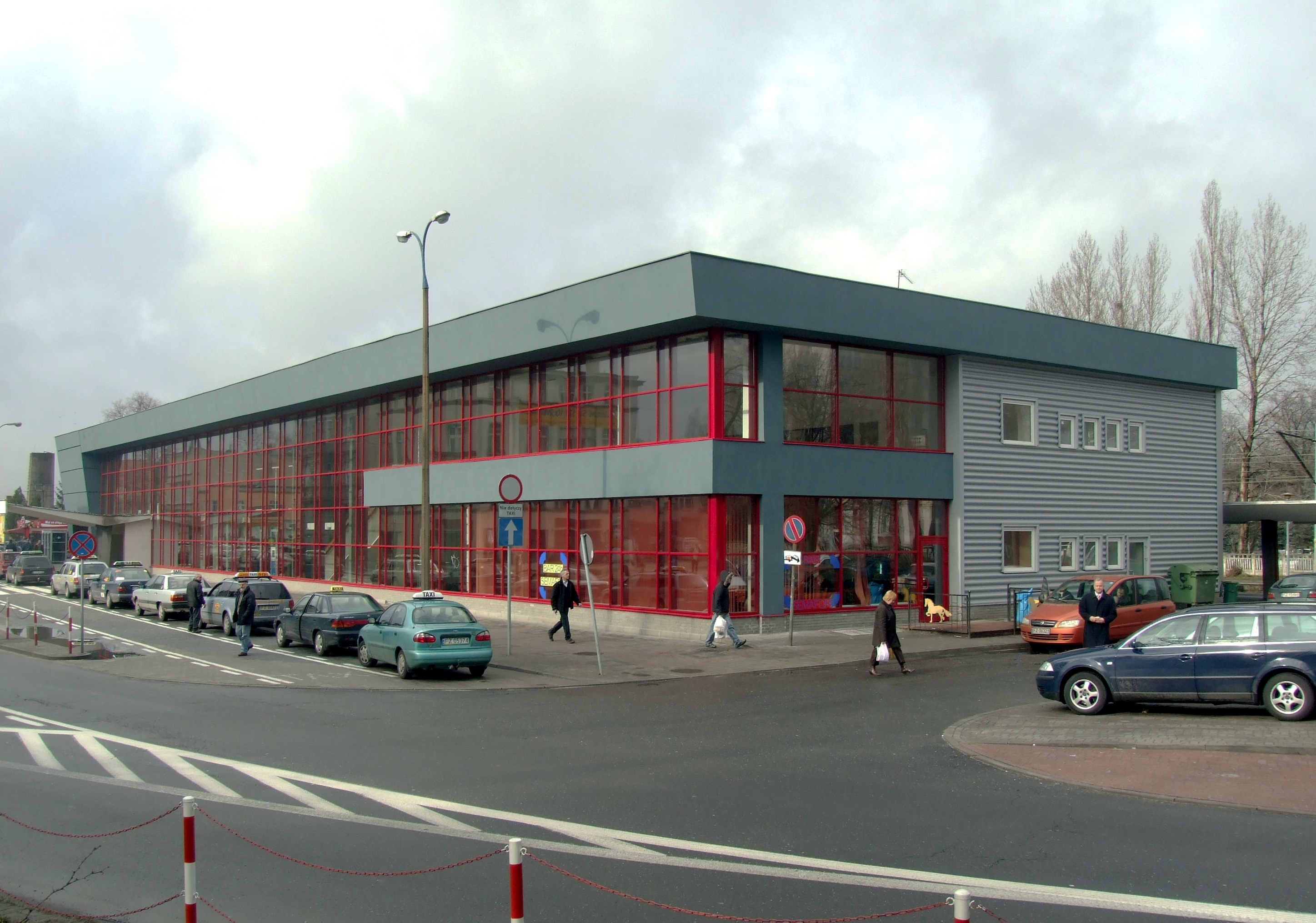
Budynek dworca głównego z innej perspektywy